# 朱迪·坎蒂 (1931年)
朱迪·坎蒂（英語：Judy Canty，1931年10月5日—2016年7月9日），澳大利亚女子田径运动员。她曾代表澳大利亚参加1950年大英帝国运动会田径比赛，获得一枚银牌。她也曾参加1948年夏季奥林匹克运动会。